# 닉 친런드
닉 친런드(Nick Chinlund, 1961년 11월 18일 ~ )는 미국의 배우이다.

## 출연 작품
- 리딕
- 클로즈 레인지 - 재스퍼 켈러웨이 역
- 폭력의 근원
- 더 나이트 독스